# 2022년 11월
| 2022년: 1월 · 2월 · 3월 · 4월 · 5월 · 6월 · 7월 · 8월 · 9월 · 10월 · 11월 · 12월 |

| \| 2022년 11월 1일 (화요일) \| \| 편집 \| |  |      |
|                                           |  |      |
| 2022년 11월 1일 (화요일)                  |  | 편집 |

| 2022년 11월 1일 (화요일) |  | 편집 |

| \| 2022년 11월 2일 (수요일) \| \| 편집 \| |  |      |
|                                           |  |      |
| 2022년 11월 2일 (수요일)                  |  | 편집 |

| 2022년 11월 2일 (수요일) |  | 편집 |

| \| 2022년 11월 3일 (목요일) \| \| 편집 \| |  |      |
|                                           |  |      |
| 2022년 11월 3일 (목요일)                  |  | 편집 |

| 2022년 11월 3일 (목요일) |  | 편집 |

| \| 2022년 11월 4일 (금요일) \| \| 편집 \| |  |      |
|                                           |  |      |
| 2022년 11월 4일 (금요일)                  |  | 편집 |

| 2022년 11월 4일 (금요일) |  | 편집 |

| \| 2022년 11월 5일 (토요일) \| \| 편집 \|                                                                    |  |      |
| 스포츠 - 2022년 월드 시리즈에서 휴스턴 애스트로스가 필라델피아 필리스를 꺾고 5년만에 두번째 우승을 거두었다. |  |      |
| 2022년 11월 5일 (토요일)                                                                                     |  | 편집 |

| 2022년 11월 5일 (토요일) |  | 편집 |

| \| 2022년 11월 6일 (일요일) \| \| 편집 \| |  |      |
| 스포츠 - 2022년 월드 시리즈에서 휴스턴 애스트로스가 시리즈 전적 4승 2패로 필라델피아 필리스를 꺾고 우승하였다. 최우수 선수(MVP)에는 제레미 페냐가 선정되었다. |  |      |
| 2022년 11월 6일 (일요일) |  | 편집 |

| 2022년 11월 6일 (일요일) |  | 편집 |

| \| 2022년 11월 7일 (월요일) \| \| 편집 \| |  |      |
|                                           |  |      |
| 2022년 11월 7일 (월요일)                  |  | 편집 |

| 2022년 11월 7일 (월요일) |  | 편집 |

| \| 2022년 11월 8일 (화요일) \| \| 편집 \| |  |      |
| 스포츠 - 2022년 한국시리즈: SSG 랜더스가 우승, 2018년 이후 4년 만에 통산 5번째 우승을 달성하였다. 이날 6차전에서 4:3으로 키움 히어로즈를 꺾고 시리즈 전적 4승 2패로 거뒀다. 시리즈 최우수 선수(MVP)로는 김강민이, 6차전 경기 MVP로는 김성현이 선정되었다. |  |      |
| 2022년 11월 8일 (화요일) |  | 편집 |

| 2022년 11월 8일 (화요일) |  | 편집 |

| \| 2022년 11월 9일 (수요일) \| \| 편집 \| |  |      |
|                                           |  |      |
| 2022년 11월 9일 (수요일)                  |  | 편집 |

| 2022년 11월 9일 (수요일) |  | 편집 |

| \| 2022년 11월 10일 (목요일) \| \| 편집 \| |  |      |
|                                            |  |      |
| 2022년 11월 10일 (목요일)                  |  | 편집 |

| 2022년 11월 10일 (목요일) |  | 편집 |

| \| 2022년 11월 11일 (금요일) \| \| 편집 \| |  |      |
|                                            |  |      |
| 2022년 11월 11일 (금요일)                  |  | 편집 |

| 2022년 11월 11일 (금요일) |  | 편집 |

| \| 2022년 11월 12일 (토요일) \| \| 편집 \| |  |      |
|                                            |  |      |
| 2022년 11월 12일 (토요일)                  |  | 편집 |

| 2022년 11월 12일 (토요일) |  | 편집 |

| \| 2022년 11월 13일 (일요일) \| \| 편집 \| |  |      |
|                                            |  |      |
| 2022년 11월 13일 (일요일)                  |  | 편집 |

| 2022년 11월 13일 (일요일) |  | 편집 |

| \| 2022년 11월 14일 (월요일) \| \| 편집 \| |  |      |
|                                            |  |      |
| 2022년 11월 14일 (월요일)                  |  | 편집 |

| 2022년 11월 14일 (월요일) |  | 편집 |

| \| 2022년 11월 15일 (화요일) \| \| 편집 \|                      |  |      |
| 보건과 환경 - 유엔은 세계 인구가 80억 명에 이르렀다고 발표했다. |  |      |
| 2022년 11월 15일 (화요일)                                       |  | 편집 |

| 2022년 11월 15일 (화요일) |  | 편집 |

| \| 2022년 11월 16일 (수요일) \| \| 편집 \|              |  |      |
| 사고와 재해 - 대구에서 LPG 충전소 폭발 사고가 일어났다. |  |      |
| 2022년 11월 16일 (수요일)                               |  | 편집 |

| 2022년 11월 16일 (수요일) |  | 편집 |

| \| 2022년 11월 17일 (목요일) \| \| 편집 \| |  |      |
|                                            |  |      |
| 2022년 11월 17일 (목요일)                  |  | 편집 |

| 2022년 11월 17일 (목요일) |  | 편집 |

| \| 2022년 11월 18일 (금요일) \| \| 편집 \| |  |      |
|                                            |  |      |
| 2022년 11월 18일 (금요일)                  |  | 편집 |

| 2022년 11월 18일 (금요일) |  | 편집 |

| \| 2022년 11월 19일 (토요일) \| \| 편집 \| |  |      |
| 스포츠 - 2022년 FIFA 월드컵: 카타르에서 월드컵이 개최되었다. 정치와 선거 - 말레이시아에서 총선이 국가의 첫 헝 의회를 산출한 후 희망연맹의 안와르 이브라힘이 10대 총리가 되었다. |  |      |
| 2022년 11월 19일 (토요일) |  | 편집 |

| 2022년 11월 19일 (토요일) |  | 편집 |

| \| 2022년 11월 20일 (일요일) \| \| 편집 \|                                                       |  |      |
| 스포츠 - 2022년 FIFA 월드컵이 카타르에서 개막했다. 이 대회는 2022년 12월 18일까지 열릴 예정이다. |  |      |
| 2022년 11월 20일 (일요일)                                                                        |  | 편집 |

| 2022년 11월 20일 (일요일) |  | 편집 |

| \| 2022년 11월 21일 (월요일) \| \| 편집 \|                                                                                    |  |      |
| 사고와 재해 - 인도네시아 서자와주 시안주르 근처에서 일어난 지진에 의하여 최소한 310명이 사망하고 2000명 이상이 부상을 입었다. |  |      |
| 2022년 11월 21일 (월요일) |  | 편집 |

| 2022년 11월 21일 (월요일) |  | 편집 |

| \| 2022년 11월 22일 (화요일) \| \| 편집 \| |  |      |
|                                            |  |      |
| 2022년 11월 22일 (화요일)                  |  | 편집 |

| 2022년 11월 22일 (화요일) |  | 편집 |

| \| 2022년 11월 23일 (수요일) \| \| 편집 \| |  |      |
|                                            |  |      |
| 2022년 11월 23일 (수요일)                  |  | 편집 |

| 2022년 11월 23일 (수요일) |  | 편집 |

| \| 2022년 11월 24일 (목요일) \| \| 편집 \| |  |      |
|                                            |  |      |
| 2022년 11월 24일 (목요일)                  |  | 편집 |

| 2022년 11월 24일 (목요일) |  | 편집 |

| \| 2022년 11월 25일 (금요일) \| \| 편집 \| |  |      |
|                                            |  |      |
| 2022년 11월 25일 (금요일)                  |  | 편집 |

| 2022년 11월 25일 (금요일) |  | 편집 |

| \| 2022년 11월 26일 (토요일) \| \| 편집 \| |  |      |
|                                            |  |      |
| 2022년 11월 26일 (토요일)                  |  | 편집 |

| 2022년 11월 26일 (토요일) |  | 편집 |

| \| 2022년 11월 27일 (일요일) \| \| 편집 \| |  |      |
| 사고와 재해 - 오전 10시 50분 쯤(KST) 강원도 양양 한복면 어정전리 명주사 인근에서 S-58T헬기가 추락해 5명이 사망하고 산불이 나는 사고가 발생하였다. |  |      |
| 2022년 11월 27일 (일요일) |  | 편집 |

| 2022년 11월 27일 (일요일) |  | 편집 |

| \| 2022년 11월 28일 (월요일) \| \| 편집 \| |  |      |
|                                            |  |      |
| 2022년 11월 28일 (월요일)                  |  | 편집 |

| 2022년 11월 28일 (월요일) |  | 편집 |

| \| 2022년 11월 29일 (화요일) \| \| 편집 \| |  |      |
| 문화와 예술 - 필리핀 파라냐케에서 열린 미스 어스 2022에서 대한민국 대표로 참가한 최미나수가 우승을 차지했다. 세계 4대 미인 대회에서 대한민국 대표가 우승한 것은 최미나수가 처음이다. |  |      |
| 2022년 11월 29일 (화요일) |  | 편집 |

| 2022년 11월 29일 (화요일) |  | 편집 |

| \| 2022년 11월 30일 (수요일) \| \| 편집 \|                                |  |      |
| 문화와 예술 - 탈춤이 대한민국의 유네스코 인류무형문화유산으로 등재되었다. |  |      |
| 2022년 11월 30일 (수요일)                                                 |  | 편집 |

| 2022년 11월 30일 (수요일) |  | 편집 |

| <          | 2022년 11월 | 2022년 11월 | 2022년 11월 | 2022년 11월  | 2022년 11월 | >          |
| 일         | 월          | 화          | 수          | 목           | 금          | 토         |
|            |             | 1 10.8 무오 | 2 9 기미    | 3 10 경신    | 4 11 신유   | 5 12 임술  |
| 6 13 계해  | 7 14 갑자   | 8 15 을축   | 9 16 병인   | 10 17 정묘   | 11 18 무진  | 12 19 기사 |
| 13 20 경오 | 14 21 신미  | 15 22 임신  | 16 23 계유  | 17 24 갑술   | 18 25 을해  | 19 26 병자 |
| 20 27 정축 | 21 28 무인  | 22 29 기묘  | 23 30 경진  | 24 11.1 신사 | 25 2 임오   | 26 3 계미  |
| 27 4 갑신  | 28 5 을유   | 29 6 병술   | 30 7 정해   |              |             |            |

| - 2022년 - 10월 - 11월 - 12월 편집하기 |